# Hypercompe eridanus
Hypercompe eridanus là một loài bướm đêm thuộc phân họ Arctiinae, họ Erebidae.